# Kanton Versailles-1
Kanton Versailles-1 is een kanton van het Franse departement Yvelines. Het kanton maakt deel uit van het arrondissement Versailles. 
Het werd opgericht bij decreet van 21 februari 2014 met uitwerking op 22 maart 2015.

## Gemeenten
Het kanton omvat enkel het noordelijke deel van de gemeente Versailles.